# Víctor Maria Concas i Palau
Víctor María Concas i Palau (Barcelona, 12 de novembre de 1845 - Baños de Montemayor, Càceres, 25 de setembre de 1916) fou un militar, marí, escriptor i polític català, ministre de Marina durant la restauració borbònica.
Les seves restes reposen en el Panteó de Marins Il·lustres de la localitat gaditana de San Fernando.

## Servei en l'Armada
Víctor Concas va néixer al carrer de la Blanqueria de Barcelona el 12 de novembre de 1845, fill de Josep Antoni Concas i de Victòria Palau, ambdós de Torroella de Montgrí.
Va ingressar en el Col·legi Naval en 12 de juliol de 1860 i, quan encara era guàrdiamarina, va assistir a la guerra del Pacífic com a part de l'Esquadra de Méndez Núñez, on va participar en el bombardeig de Valparaíso en (1866) i va ser fet presoner a bord de la goleta Covadonga en el Combat naval de Papudo, acció en la qual va resultar ferit.
Més tard, va participar en diversos desembarcaments que es van fer contra els insurrectes a Cuba. Com a segon comandant de la Corbeta Santa Lucía, va naufragar en els mars de la Xina en 1874. Va fer la campanya de Joló i va prendre part en l'assalt a la fortalesa de Maidung en Filipines, per l'acció de la qual va ser recompensat en el grau de comandant d'Infanteria de marina. Va manar la Corbeta Nautilus, vaixell escola de l'Armada Espanyola.
Amb una reproducció de la Nao Santa María, navegant sense escorta i a vela, va navegar fins a Nova York a la gran Revista Naval de 1893.
Abans que es produís la Guerra Hispano-estatunidenca, va donar una conferència en l'Ateneo de Madrid sobre els Estats Units, que va aixecar gran polseguera i va produir una reclamació per part del govern dels Estats Units.
Com a Cap de l'Estat Major de l'almirall Cervera i al comandament del creuer Infanta María Teresa, es va batre heroicament en la batalla naval de Santiago de Cuba, rebent una contusió per reble de metralla. Juntament amb tots els comandaments de l'esquadra, va ser sotmès a consell de guerra, en el qual, igual que tots ells, va sortir exonerat.
La publicació del seu llibre La escuadra del Almirante Cervera li va costar un nou consell de guerra per les seves fortes crítiques a la ineficiència dels polítics de l'època.

## Polític
En la seva carrera política, va ser elegit senador en la legislatura 1905-1907 per la província de Tarragona i per les illes Balears en la legislatura 1907-1908, va rebre el nomenament de senador vitalici en la legislatura 1908-1909.
Va ser Ministre de Marina des del 4 de desembre de 1905 fins al 6 de juliol de 1906 i des del 21 d'octubre de 1909 fins al 9 de febrer de 1910, i Conseller d'Estat. També va ser nomenat àrbitre director en el litigi pel Canal de Panamà entre els Estats Units i Panamà.
Va ser inhumat en el Panteó de Marins Il·lustres l'11 de juliol de 1927.

## Ascensos
- Guàrdia Marina de 2a: 1861.
- Guàrdia Marina de 1a: 1864.
- Alferes de Navili: 1866.
- Tinent de Navili de 2a: 1870.
- Tinent de Navili de 1a : 1879.
- Capità de Fragata: 1887.
- Capità de Navili: 1895.
- Capità de Navili de 1a: 1904.
- Contralmirall: 1910.
- Vicealmirall: 1912.

## Llibres
Va escriure els següents llibres:
- El combate naval del Papudo.  Madrid: Imprenta del Ministerio de Marina, 1896.
- Causa instruida por la destrucción de la escuadra de Filipinas y entrega del arsenal de Cavite.  Madrid: Sucesores de Rivadeneyra, 1899.
- La escuadra del Almirante Cervera, 1901.
- Colón y su obra, 1914.
- La nao histórica Santa María en la celebración del IV centenario del descubrimiento de América, 1893.
- El proyecto de escuadra: Al Senado, 1914.